# Волконский, Юрий Андреевич
Князь Юрий Андреевич Волконский (ум. после 1671) — стряпчий, затем стольник (с 1645) во времена правления Михаила Фёдоровича и Алексея Михайловича. 
Рюрикович в XXI поколении, из княжеского рода Волконских. Третий сын князя Андрея Михайловича Волконского. Братья — князья Андрей, Дмитрий и Александр Волконские.

## Биография
Пожалован из стряпчих в стольники (1645). Согласно Боярской книге за 1645 год, его поместный оклад 450 четей и 600 четей (1647). Участвовал в военных походах русской армии на Великое княжество Литовское (1654-1655). В награду получил от царя ещё 200 четей.
Царский рында при отпуске польско-литовского посольства (июнь 1657). Его поместный оклад составлял 780 четей (1658). Получил придачи по 100 четвертей за объявление блаженной памяти царевича (1668) и за службу (1669).
Князь Юрий Андреевич Волконский упоминается в последний раз, когда служил стольником при царском столе (12 ноября 1671).

## Семья
Женат на Лукерье Григорьевне Мотовиловой, бывшей в первом браке женой князя Осипа Даниловича Шехонского. 
Дети:
- Князь Яков Юрьевич Волконский — стольник (1677—1694)